# Pesta
Pesta ist das Kürzel für Centro Experimental Pestalozzi, ein alternatives Kindergarten- und Schulprojekt (Primar- und Sekundarstufe) in Tumbaco, Ecuador. Es wurde von Mauricio und Rebeca Wild gegründet und bestand von 1977 bis 2005.

## Leitbilder
Die Schule ist eine Schulform mit besonderem Schwergewicht auf freie Wahl der Lerninhalte seitens der Schüler, Materialunterricht, Verzicht auf Benotung und Schulalltag ohne Klassenstruktur. Sie legt auch Wert auf besondere Einbindung der Eltern und intensiver Elternarbeit, Erwachsenenbildung, sowie horizontaler Teamarbeit statt autoritärer Strukturen.
Das Schulkonzept der Wilds beruht auf den Arbeiten von Maria Montessori, Jean Piaget, Humberto Maturana und Francisco Varela und begründete die nichtdirektive Erziehung.

## Geschichte
Der Pesta entstand im Jahr 1977 aus der persönlichen Entscheidung des Ehepaars Wild, die spontanen Aktivitäten der eigenen Kinder in einer natürlichen, kulturellen und entspannten Umgebung – ohne formelle offizielle Auflagen – zu gewährleisten. Dieser Ansatz fand zunehmend Interesse im Umkreis der Wilds. Die Anzahl der 3- bis 18-jährigen Kinder und Jugendlichen, die täglich diese vorbereite Umgebung nutzten, stabilisierte sich im Laufe der 29 Jahre des Bestehens der Schule auf rund 180 und wurde im Jahr 1989 vom ecuadorianischen Kultusministerium als Ecuadorianische Grunderziehung ohne Unterrichtspläne, Benotung und Klassen vollständig anerkannt.
Diese langjährigen Erfahrungen im nichtdirektiven menschlichen Umgang und Beziehungen zwischen Erwachsenen und Heranwachsenden ermöglichten wichtige Einblicke in die Gesetzmäßigkeiten von Lebensprozessen, von Überlebensbedürfnissen und den notwendigen Bedingungen zur Verwirklichung des menschlichen Potenzials. Sechs Bücher von Rebeca Wild in deutscher Sprache (manche davon sind auf Englisch, Niederländisch, Spanisch und Italienisch erschienen) dokumentieren einige aus dieser Erfahrung erwachsenen Reflexionen.
Gravierende wirtschaftliche und soziale Veränderungen im Land, die im Jahr 2000 eskalierten und zunehmend geeignete Beziehungen zwischen Eltern und Kindern behinderten, bewirkten eine wachsende Tendenz zum Delegieren der elterlichen Verantwortungen. Aus diesem Grund wurde nach langen Erwägungen das Centro Experimental Pestalozzi im Jahr 2005 geschlossen. Unter dem Schutz der legalen Institution der Fundación Educativa Pestalozzi werden seitdem neue Grundlagen geschaffen, auf denen ein geeignetes soziales Umfeld für Erwachsene und Heranwachsende entstehen und die Familie wieder als Ausgangspunkt und Zentrum der Arbeit wirken kann.